# Сафарша
Сафарша (азерб. Səfərşa) — село в Джебраильском районе Азербайджана.

## История
В годы Российской империи село Сафарша входило в состав Джебраильского уезда Елизаветпольской губернии, а в советские годы —  в состав Джебраильского района Азербайджанской ССР.
По данным издания «Административное деление АССР», подготовленного в 1933 году Управлением народно-хозяйственного учёта Азербайджанской ССР (АзНХУ), по состоянию на 1 января 1933 года село Сафарша, входило в Куйджакский сельсовет Джебраильского района Азербайджанской ССР, имелось 30 хозяйств и 86 жителей (45 мужчин и 41 женщина). 99,6% населения всего Куйджакского сельсовета составляли тюрки (азербайджанцы).
В результате Первой карабахской войны в августе 1993 года село перешло под контроль непризнанной Нагорно-Карабахской Республики. Фактический контроль сепаратистскими силами осуществлялся до 20 октября 2020 года. 20 октября президент Азербайджана Ильхам Алиев заявил, что азербайджанская армия взяла контроль над селом Сафарша в Джебраильском районе.

## Экономика
До 1993 года основной отраслью хозяйства была животноводство.